# Offenblende
Die Offenblende bezeichnet als numerischer Wert die größtmögliche Blendenöffnung eines Objektivs. 
Angegeben wird nicht der Durchmesser der Blende, sondern das Öffnungsverhältnis, z. B. 1:2,8, oftmals auch als f:2,8 oder f/2.8 geschrieben, um die Abhängigkeit von der Brennweite des Objektivs hervorzuheben.
Fotografieren bei Offenblende hat verschiedene Auswirkungen:
- Die Offenblende wirkt sich auf damit erstellte Bilder in der Form aus, dass die Schärfentiefe für ein gegebenes Objektiv und Aufnahmeformat kleinstmöglich ist. Dieses Gestaltungsmittel wird z. B. gern in der Porträtfotografie eingesetzt, um die abgebildete Person vom dann unscharfen Hintergrund abzuheben und die Aufmerksamkeit des Betrachters auf die Person zu lenken.
- Bei Offenblende treten Fehler des Objektivs am deutlichsten hervor. Insbesondere leiden bei Offenblende erstellte Bilder oft an Vignettierungen, mangelndem Kontrast und verminderter Allgemeinschärfe. Bei den meisten Objektiven verbessert sich die Abbildungsqualität bei mäßigem  Abblenden spürbar, jedoch verschlechtert sich die Schärfe bei sehr kleinen Blendeneinstellungen durch Beugungseffekte wieder.

Siehe auch: Offenblendenmessung, Arbeitsblendenmessung